# Nokia 105
Nokia 105 и Nokia 105 Dual Sim — мобильные GSM телефоны компании Nokia, производимые с 2013 и с 2015 годов. Сначала производились фирмой Nokia, затем - Microsoft, сейчас производятся фирмой HMD Global. Впервые 105 был представлен в начале 2013 года и с тех пор на рынках, в 2015 и 2017 годах выпущены обновлённые модели.
Nokia 105 — это дешёвый телефон, сделанный Nokia. Телефон изначально был выпущен в 2013 году для людей на развивающихся рынках, которым по-прежнему был нужен свой первый мобильный телефон. Nokia 105 был впервые представлен на Mobile World Congress в 2013 году. Nokia 105 может работать до 35 дней в режиме ожидания за один заряд батареи и до 12,5 часов в режиме разговора. Кроме того, он включает в свои функции фонарик и FM-радио.
В 2015 году Microsoft выпустила новый Nokia 105 и новый Nokia 105 Dual Sim, который мог работать месяц без зарядки. Был также увеличен объем памяти по сравнению с предшественником. Телефон продается HMD Global с декабря 2016 года.
17 июля 2017 года HMD Global анонсировала версию Nokia 105 2017 года на официальной странице Nokia Mobile в Facebook.
В России первая модель 2013 года именуется как 105 Classic, вторая, 2015 года, — как 105.

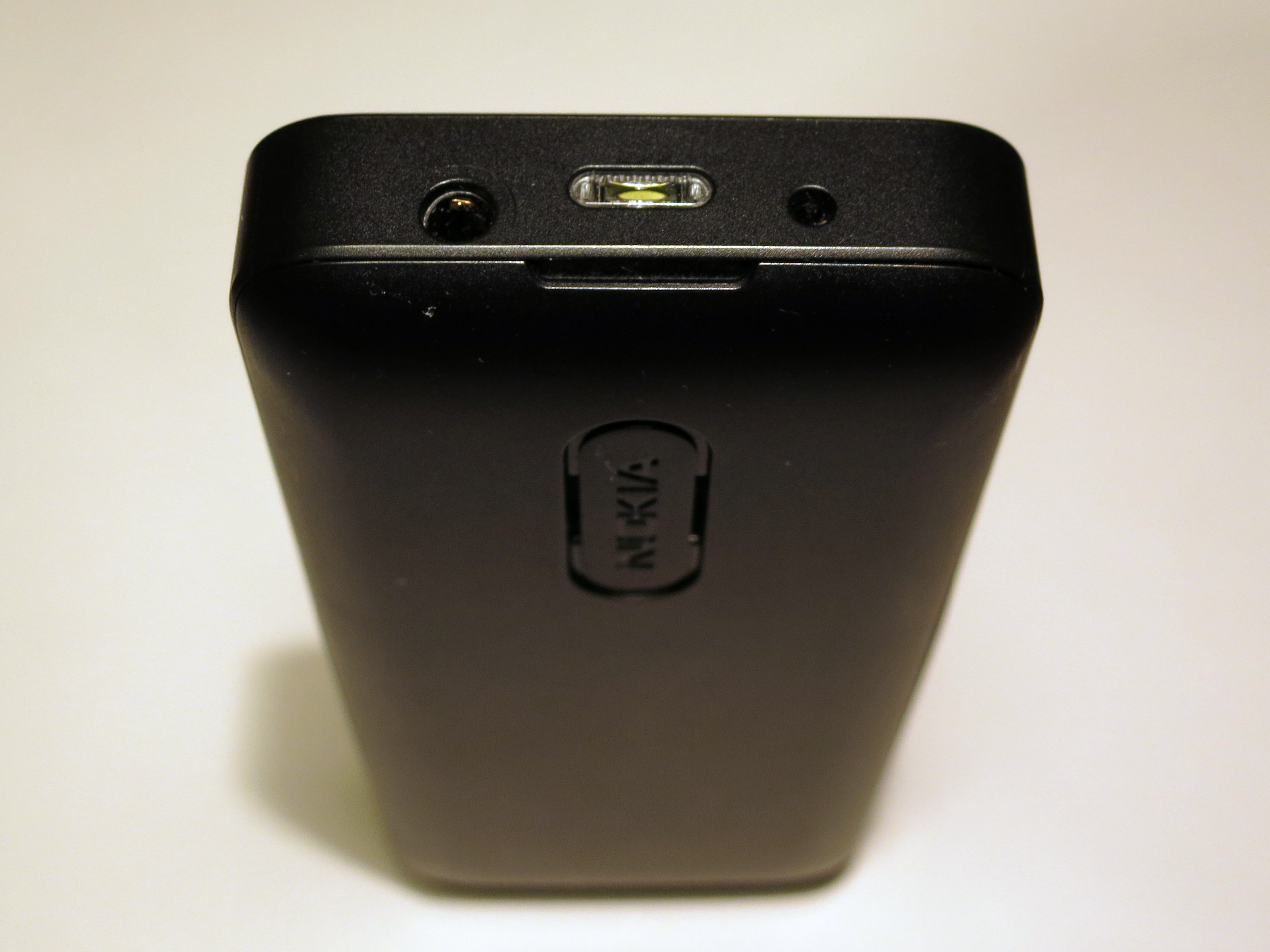
Телефон сверху сзади (по центру верхней части находится фонарик)
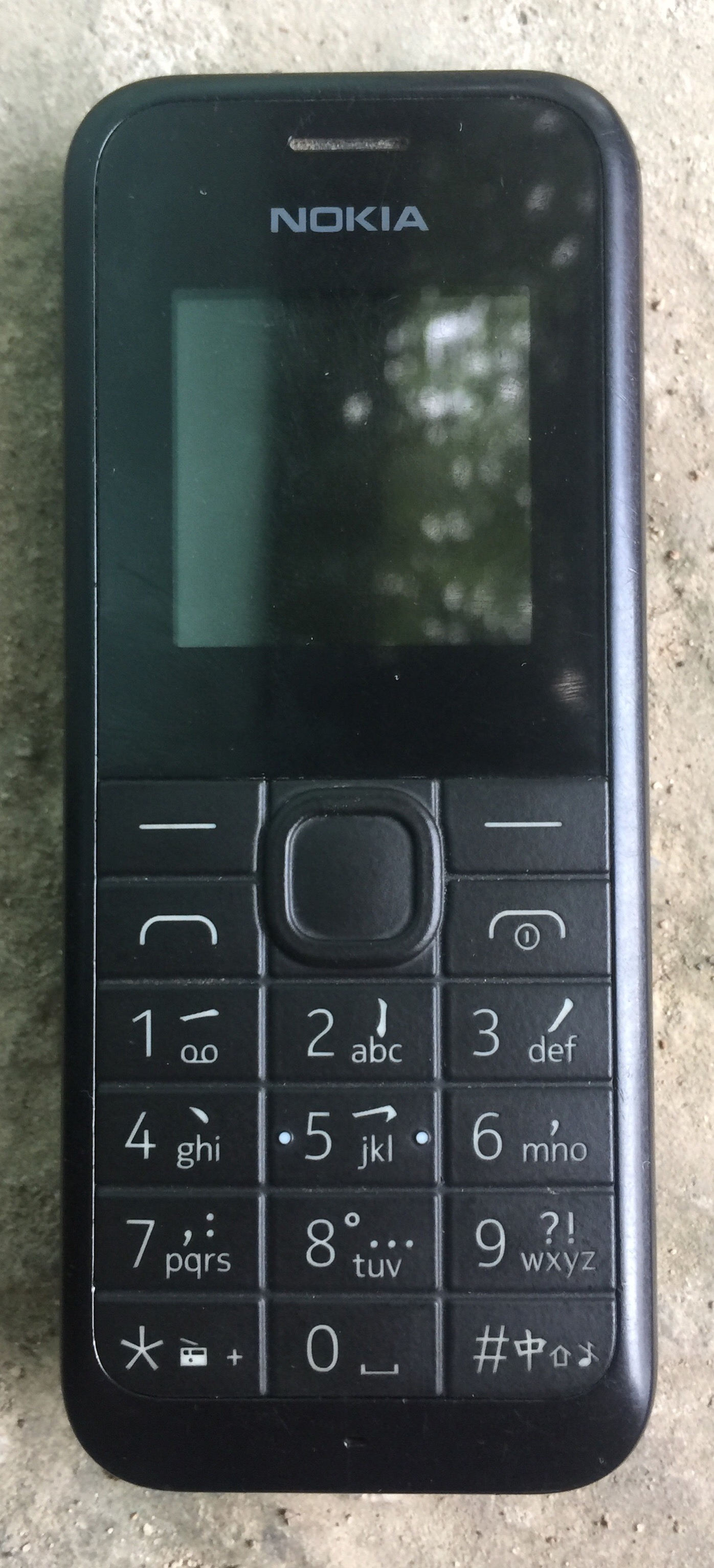
Модель 2015 года
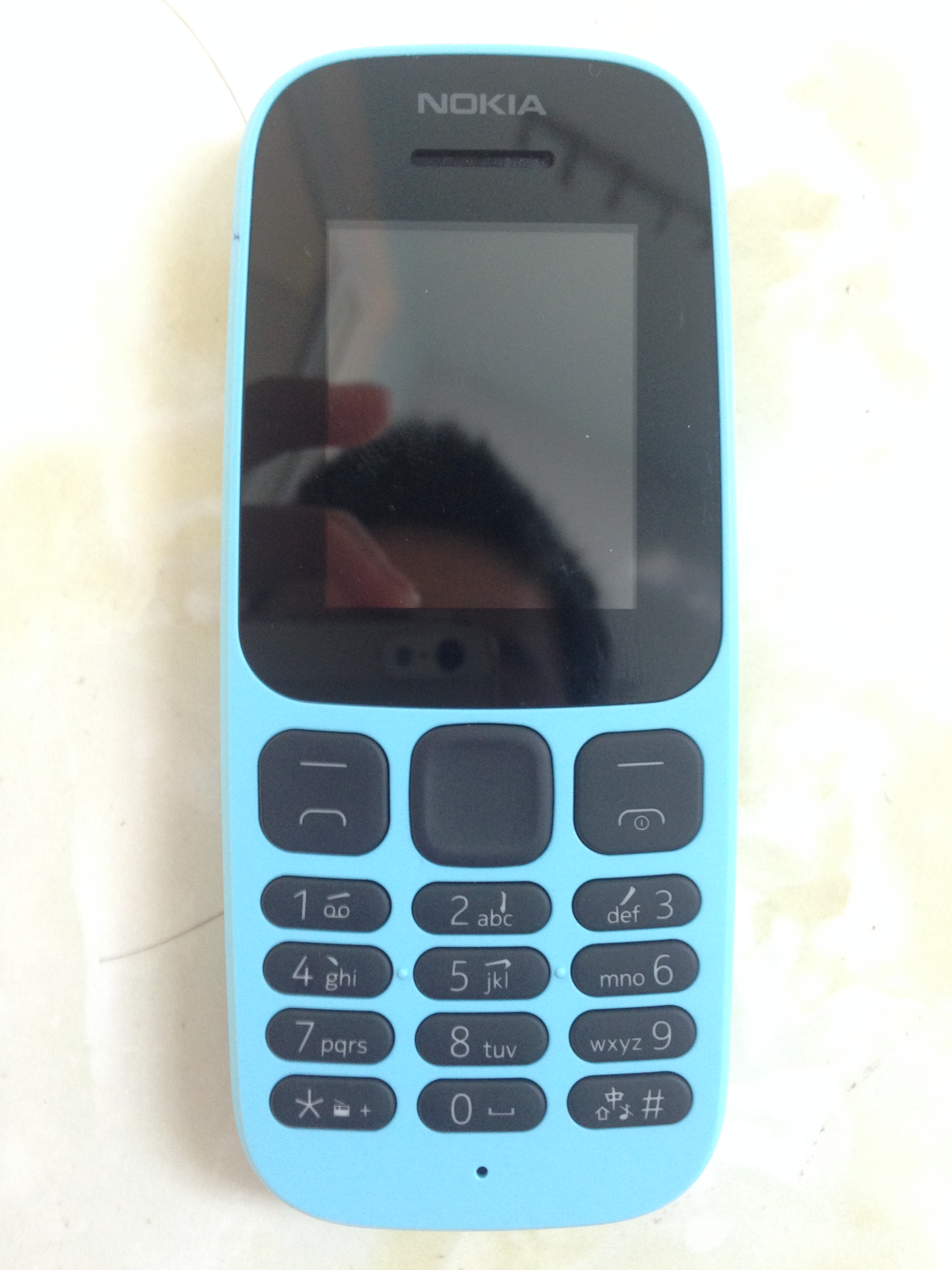
Модель 2017 года
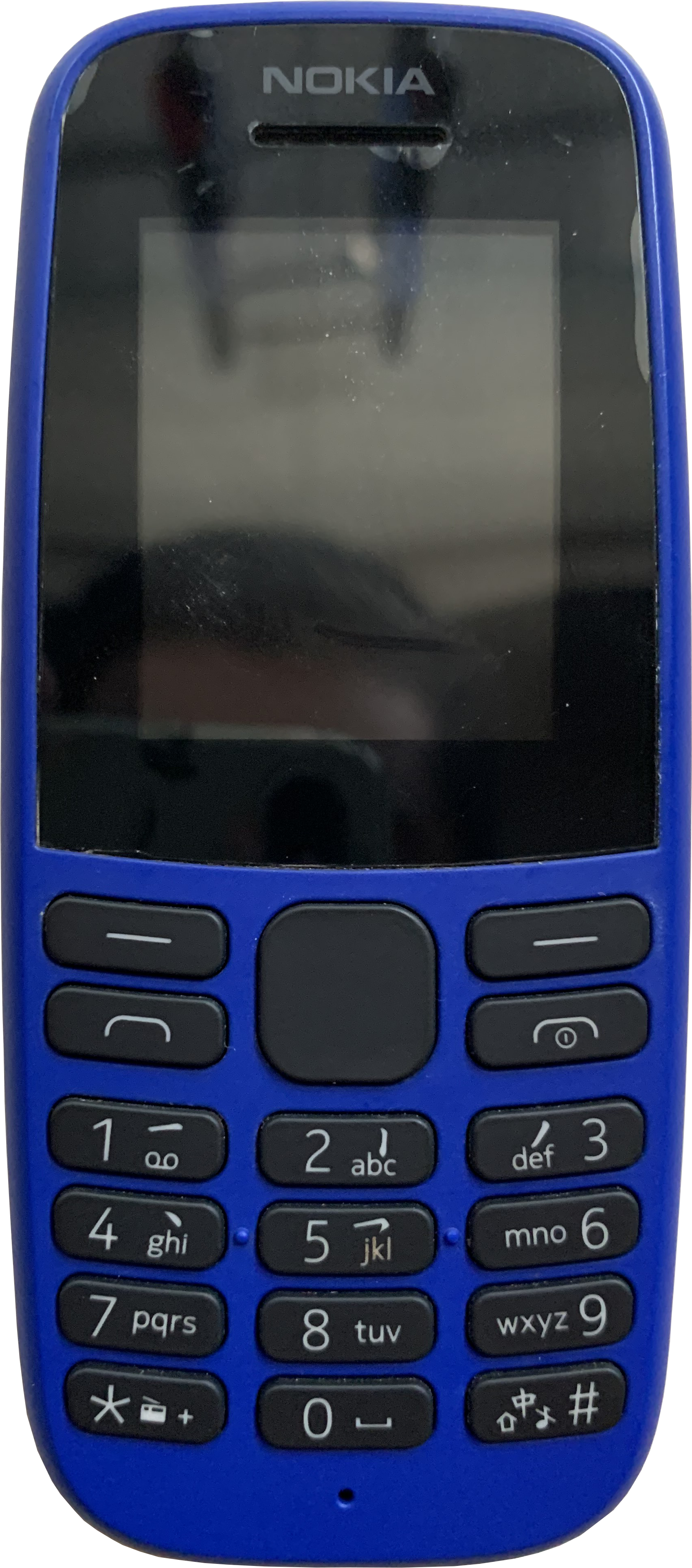
Модель 2019 года

## Использование террористами
В отчете, опубликованном компанией Conflict Armament Research, было указано, что мобильный телефон Nokia 105 типа RM-908, купленный в период с мая по ноябрь 2014 года, в Ираке используется террористической группировкой ИГИЛ для производства типа самодельного взрывного устройства с дистанционным управлением.